# 賈斯汀·杜魯多
賈斯汀·皮埃尔·詹姆斯·特鲁多 PC MP（發音：[ʒystɛ̃ pjɛʁ dʒɛms tʁydo]；1971年12月25日—），或稱小特鲁多，加拿大政治人物，曾任加拿大總理及聯邦自由黨黨魁，亦是前加拿大總理皮耶·杜魯道（老杜魯道）的兒子。2008年至2025年擔任眾議院帕皮諾選區議員。2015年特鲁多以43歲之齡成為加拿大歷史上第二年輕的總理（最年輕的是喬·克拉克，就任時39歲）；2025年3月9日，他的經濟顧問馬克·卡尼接替在任自由黨黨魁近12年、在任總理近10年的杜魯多擔任該黨和政府的領袖之位。

## 早年及個人生活

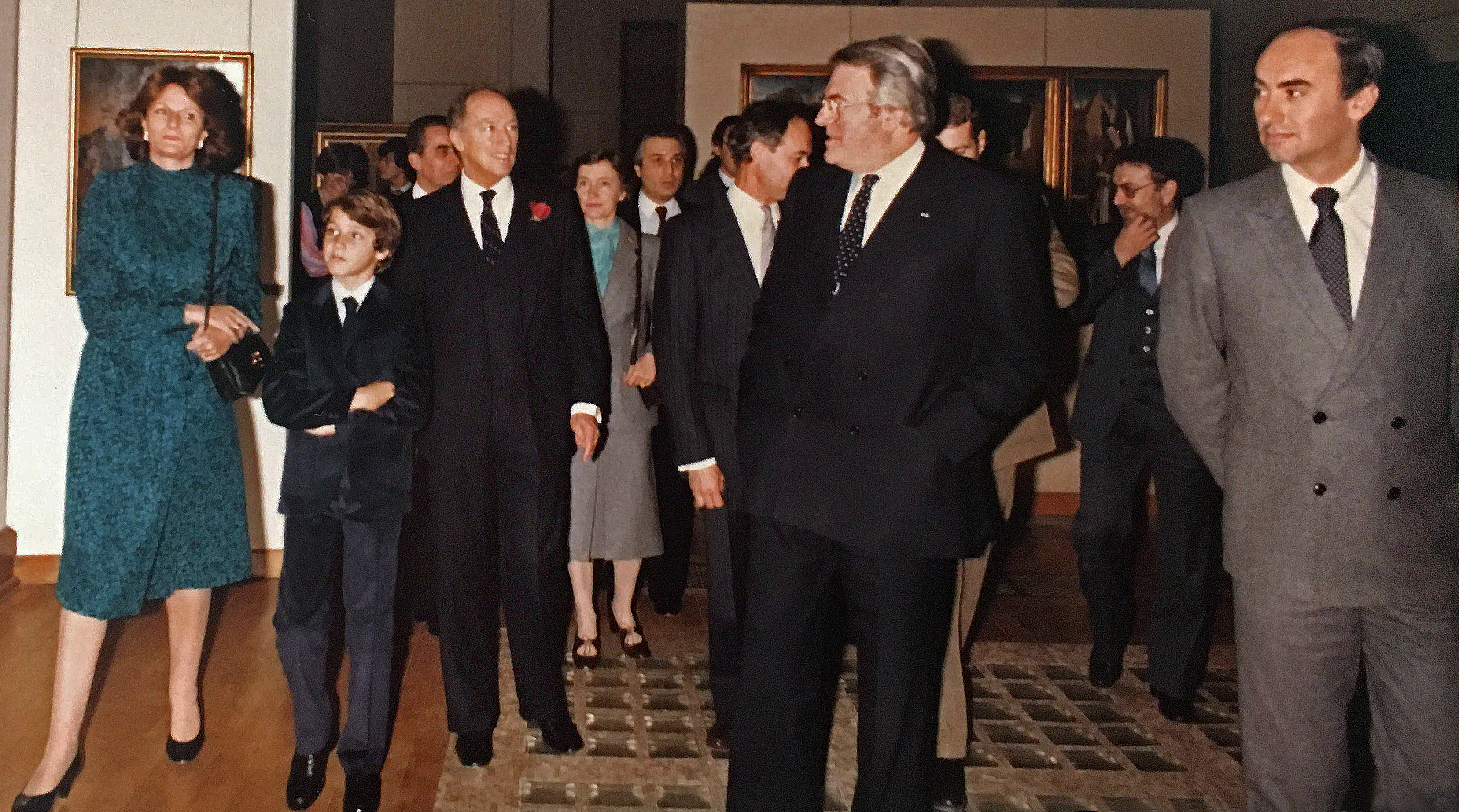
1982年，十歲的杜魯多陪同父親及法國總理皮埃爾·莫魯瓦參觀里爾美術宮

賈斯汀·特鲁多於1971年12月25日在安大略省渥太華渥太華市民醫院出生，父親是時任總理皮埃尔·特鲁多，他成為繼約翰·亞歷山大·麥克唐納的么女後加拿大史上第二位在其父親擔任總理期間誕生的人物；賈斯汀的兩位弟弟則分別為第三和第四位。賈斯汀的祖先主要為法國或蘇格蘭裔，他亦有少許马来族血統。他的父母皮耶和瑪嘉烈於1977年分居，再於1984年正式離婚；皮耶·杜魯多再於同年卸下總理職務，及後與兒子們在蒙特婁居住，並由父親撫養。賈斯汀曾提及他父親時，稱他父親和母親關係良好，但始終他們的年紀差距（兩人年紀相差30歲）較大，當父親對國家和家庭責任比較的時候，他們很難處於平等的地位，但兩人之間相處良好。
1983年，12歲的賈斯汀·杜魯多跟他的父親出访中华人民共和国，第一次訪問的是北京，與最高領導人鄧小平友好會晤。
在青年時期已積極支持父親所屬的自由黨，並於1988年聯邦大選時力捧時任黨魁、前總理特納。
2000年10月，賈斯汀在父親的國葬儀式上致悼詞，表現獲外界好評，令他在加拿大政壇上嶄露頭角。葬禮過後加拿大廣播公司收到大量觀衆來電，要求該台重播賈斯汀的悼詞，而該公司在一本2003年出版的書籍中亦將此列為加國過去50年間最重要的場面之一。
杜魯多分別從麥基爾大學英語文學系和卑詩大學教育系獲得學士學位，畢業後在溫哥華兩家學校先後任教社會科和法語科。2002年至2004年，他在蒙特利尔工程学院就讀工程系；他又曾報讀麥基爾大學的環境地理學碩士學位課程，但為了競選公職而輟學。

## 政治生涯

### 下議院議員
2007年初，外界揣測杜魯多會參與蒙特婁市烏特蒙選區國會下議院議員補選，但他後來宣佈角逐來屆聯邦大選帕皮諾選區的自由黨候選人提名。同年4月29日，他贏取該黨提名，再於2008年聯邦大選中險勝尋求連任的魁人政團候選人，首度晉身國會。
自由黨在該屆大選再度敗於保守黨後，黨魁狄安下台。杜魯多雖然經驗尚淺，但仍被外界視為繼任自由黨黨魁的熱門人選。他本人則表示在自己政治生涯剛展開之際無意競逐黨魁職位，而葉禮庭則於2008年12月當選黨魁。2009年10月，杜魯多獲任為自由黨的多元文化和青年事務評議員，2010年9月則轉任青年、公民及移民事務評議員。 
2011年聯邦大選中，杜魯多順利連任帕皮諾選區國會議員，但自由黨則淪為國會第三大黨，失去官方反對黨地位，葉禮庭亦辭去其黨魁職位。外界再度揣測他會否競逐黨魁，而他這次則表示不會排除任何可能性。李博其後出任臨時黨魁，並委任杜魯多為自由黨青年、專上教育及業餘體育事務評議員。
2012年10月，杜魯多在蒙特婁正式宣佈角逐聯邦自由黨黨魁。在2013年4月舉行的黨魁選舉中，杜魯多的得票率為78%，在以國會議席分佈為基礎、30,800分為滿分的計分制下則獲得24,668分，高票當選黨魁。他將會于2015年國會大選中領導自由黨。

### 總理（第一屆，2015年-2019年）

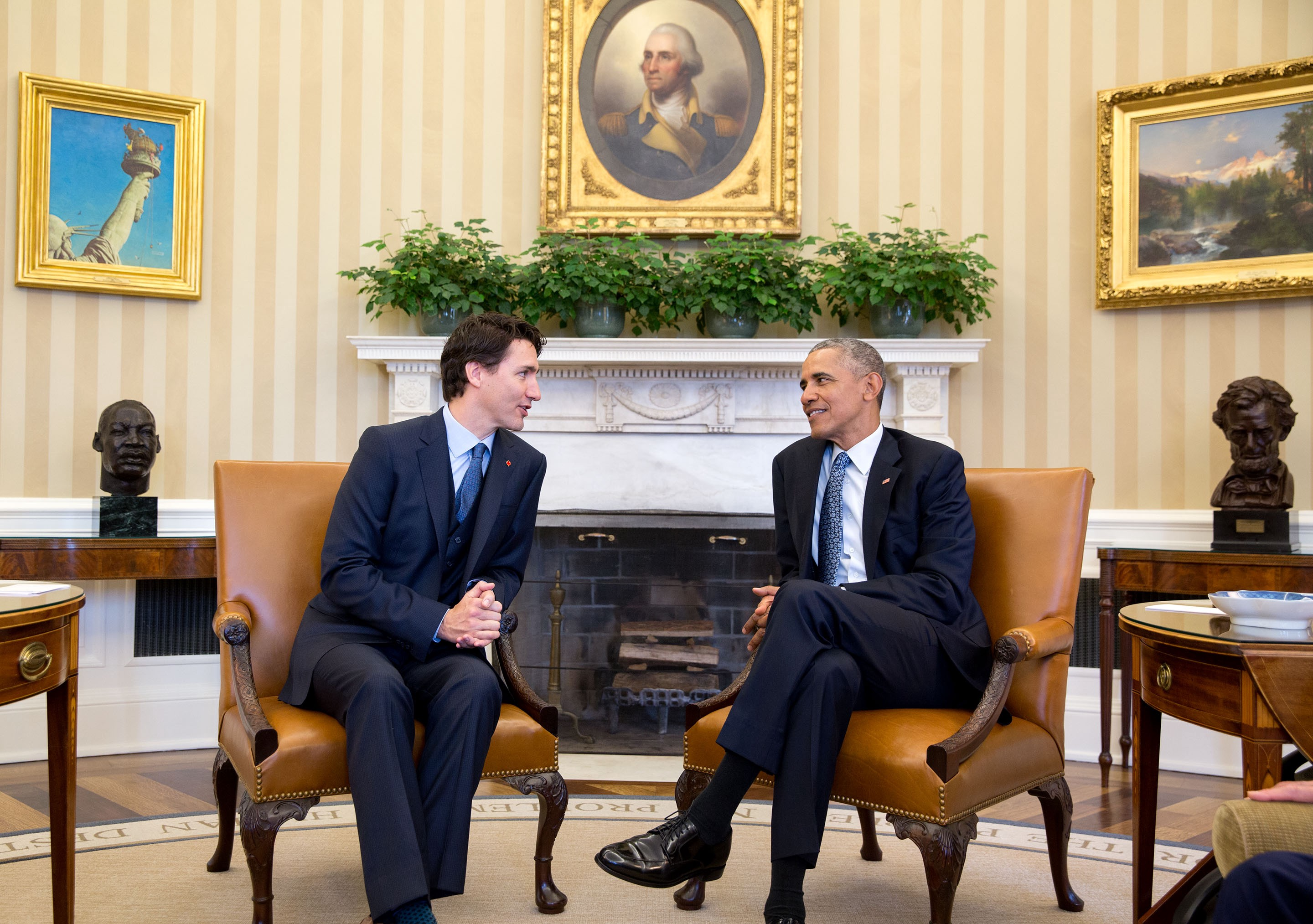
2016年3月10日，杜鲁多与美国总统贝拉克·奥巴马在白宫会面

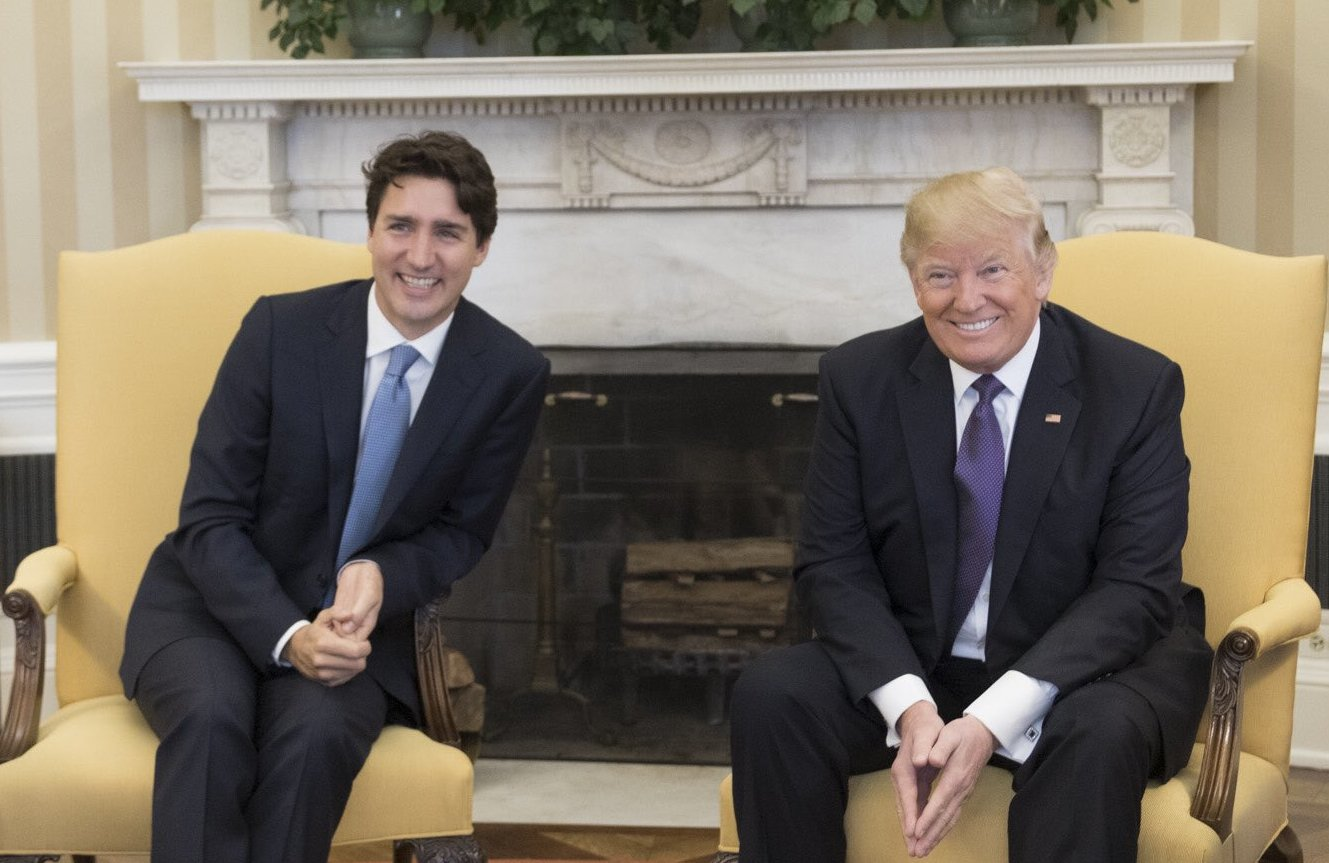
2017年2月14日，杜鲁多与美国总统唐纳德·特朗普在白宫会面

2015年10月19日，杜魯多領導的自由黨在聯邦大選中勝出，自由黨奪回第一大黨地位，相隔近十年重新執政，成爲加拿大史上首位父子檔總理。11月4日，正式接任斯蒂芬·哈珀，成為第23任加拿大总理。
2016年，在中华人民共和国举行的二十国集团会议上，特鲁多被中国大陆社交媒体称为「小土豆」。

#### 宣布休闲类大麻合法化
特鲁多宣布，从2018年10月27日开始，休闲类大麻在加拿大正式合法化，虽然有加拿大五成至七成主流民意支持，此举动曾引发華人移民的争议。他亦在任內通過安樂死合法化。

### 總理（第二屆，2019年至2021年）
2019年10月的聯邦选举被认为是对特鲁多过去四年执政的「公投」。加拿大选民对医保、气候变化、生活成本和经济问题最为重视。特鲁多面临财政赤字高企及处理华为孟晚舟事件中两名加拿大公民被中国当局拘留的问题挑战。
最終雖然自由黨普選票少於保守黨，但自由黨從簡單多數制得益，仍以157议席在大選中險勝保守黨121席，隨後籌組了少數政府。特鲁多在选举后的庆祝活动上感谢支持者，他形容加拿大选民投票给了「进步主义的政策与抗击气候变化的有力行动」。他亦对反对者表示，他与自由党将为全体加拿大人服务，致力管治国家。

#### 否決不信任案
2020年10月22日，在反對黨之一新民主黨与執政黨自由黨的支持票下，加拿大下議院否決一項杜魯多宣稱的不信任案，阻止了召開大選。反對黨保守黨在國會內提出一項動議，要求成立一個委員會調查今年初新冠肺炎疫情肆虐期間，杜魯多及其政府是否徇私，批出合約給他的朋友。杜魯多宣稱這是一項變相的不信任動議，暗示提前召開大選。點票結果顯示，180票反對，146票贊成，議案被否決。但他仍於不足一年後請示總督提早大選。

### 總理（第三屆，2021年至2025年）
2022年3月，杜魯多正式獲得新民主黨的信任供給，確保自由黨可以執政至2025年。2024年9月4日，新民主黨正式宣佈退出信任供给。

#### 2022年自由車隊
隨著1月下旬自由車隊遊行活動情急下，杜魯多和家人為了自身安全，從首都渥太华家中移居至秘密地點。同時在2月14日宣布政府將援引《緊急情況法令》（Emergencies Act）以應對示威活動，為加拿大史首例，而法令援引也遭到了多省反對。

#### 下台
由於2024年12月方慧蘭辭去加拿大副總理和财政部长職務造成的政治危機，2025年1月6日杜魯多宣佈辭職，但會留任總理和自由黨黨魁直至新黨魁繼任總理，並且已請示總督宣佈國會休會至3月24日讓黨魁選舉在此期間能順利進行，以免因反對黨提出不信任動議而可能提前倒台。同年1月15日，他也宣布他不会参加第45届加拿大聯邦大選。

### 與中華人民共和國的外交衝突
2018年12月1日，加拿大警方因美国政府要求，逮捕了在温哥华转机的华为公司高管孟晚舟，引发中国境内争议。后来特鲁多因此也要求呼吁加拿大释放孟晚舟的加拿大驻华大使麦家廉辞职。
同月10日，中國以涉嫌危害國家安全罪拘捕國際危機組織東北亞高級顧問、前加拿大外交官東北亞高級顧問康明凱。其後再拘捕經營朝鮮旅遊生意的加拿大商人麥可·斯帕弗。2人其後被起訴間諜罪。加拿大政府一直要求中國政府释放迈克尔·斯帕弗，但中国政府拒绝释放。
孟晚舟事件的8天后，加拿大公民谢伦伯格（Robert Lloyd Schellenberg）被北京司法机构指控于2014年底走私毒品，多次判决和上诉后终在2019年1月被改判死刑，没收其全部财产，杜鲁多批评中国「任意」判处谢伦伯格死刑，对事件表极度关注。加拿大当晚修订对中国的旅行警示级别，警告加拿大公民在当地要「高度谨慎」，警告国民在中国或面临「任意执法」威胁。
2021年9月24日，美国司法部同意根据孟晚舟承认部分不法行为作为交换条件達成暫緩起訴協議，加拿大卑詩省最高法院随着撤销对孟晚舟的引渡程序。杜魯多也在当日晚间于加拿大國會山做出簡報，表示「兩個麥克」（two Michaels），即康明凱和麥克爾兩個加拿大公民已经搭上了離開中國大陸的飛機，正在返回加拿大的旅途中，解决了加中两国引发的人质外交争端。杜魯多在该事件的表现评价好坏参半，尽管特鲁多因为与中国进行了人质外交，受到外交评论员批评这并非加拿大进行适当外交的方式。但特鲁多政府因为履行了与美国的引渡条约，而陷入了两个超级大国之间的冷战，在康明凯和麥克爾被不公正地关押在中国的1,020天里拒绝批准交换人质的决定是正确的。
2021年12月8日，杜魯多宣布加拿大追随美、澳、英国等国的決定，外交抵制2022年北京冬奥会，以对中国政府一再侵犯人权表达严正关切。杜魯多其後更表示，價值相同自由國家應團結一致，堵塞北京滲透離間的空間。
2022年11月15日，特鲁多在印尼巴厘岛出席二十国集团领导人峰会期间与中共中央总书记兼中国国家主席习近平进行非正式会谈，特鲁多对中国干涉加拿大大选的问题向习近平表示“严重关切”。隔日，两国领导人又进行了短暂交谈，习近平对加拿大报纸披露两人会谈内容表示不满，称这“不是对待谈话的应有方式”，应该认真、相互尊重地进行对话，“否则就不好说了”。

## 選舉紀錄
| 年度 | 選舉屆數               | 選舉區     | 所屬政黨     | 得票數 | 得票率 | 當選標記 | 備註 |
| ---- | ---------------------- | ---------- | ------------ | ------ | ------ | -------- | ---- |
| 2008 | 第四十屆國會議員選舉   | 帕皮諾選區 | 加拿大自由党 | 17,724 | 41.47% |          |      |
| 2011 | 第四十一屆國會議員選舉 | 帕皮諾選區 | 加拿大自由党 | 16,429 | 38.41% |          |      |
| 2015 | 第四十二屆國會議員選舉 | 帕皮諾選區 | 加拿大自由党 | 26,391 | 51.98% |          |      |
| 2019 | 第四十三屆國會議員選舉 | 帕皮諾選區 | 加拿大自由党 | 25,957 | 51.12% |          |      |
| 2021 | 第四十四屆國會議員選舉 | 帕皮諾選區 | 加拿大自由党 | 22,848 | 50.3%  |          |      |

## 政策

### 国内政策
特鲁多政府的经济政策最初依靠增加税收来支付增加的政府支出。虽然政府在第一个任期内没有平衡预算，但每年加拿大的債務占GDP的比例都有降低，直到2020年加拿大新冠疫情爆发。特鲁多的社会政策包含女权主义和LGBTQ进步政策，包括倡导堕胎权和转换疗法非法化。
在第一任期內，加拿大设定了欢迎更多移民和难民的目标。加拿大在2016年引入了医疗辅助死亡的权利，并于2018年将娱乐用途的大麻合法化。2021年，特鲁多政府宣布制定国家儿童保育计划，目的是在五年内将父母的日托费用降至每名儿童每天10加元。
特鲁多的环境政策包括在2023年之前将温室气体排放减少30%，并在2050年之前实现净零排放。他实现此目标的主要工具是联邦碳定价政策。特鲁多在加拿大国会通过了海洋保护政策的立法，禁止六种常见的一次性塑胶产品，加强环境影响评估，并承诺在2019年禁止一次性塑胶。2022年，他的政府宣布从2022年起禁止生产和进口一次性塑胶。从2023年12月起，这些物品将被禁止销售，从2025年起将禁止出口。然而，特鲁多仍然同意使用石油和天然气管道将加拿大化石燃料资源带入国外市场。

### 外交政策
特鲁多在2015年告诉纽约时报，加拿大可能是“第一个后国家国家”。
特鲁多支持的拱心石輸油管道被美国总统奥巴马拒绝，但与其保持良好的关系。特鲁多与美国总统唐纳德·特朗普和墨西哥总统恩里克·佩尼亚·涅托在2018年签署北美贸易协定CUSMA。 特鲁多的第一个外交政策挑战包括贯彻他的竞选承诺，即从叙利亚内战中撤出加拿大空中援助并欢迎25,000名叙利亚战争难民。当唐纳德·特朗普成为总统时，加美关系恶化。特朗普政府迫使北美自由贸易协定重新谈判，以创建CUSMA，加拿大在允许增加美国牛奶进口方面取得了重大让步，削弱了加拿大的乳制品供应管理系统。唐纳德·特朗普还对加拿大钢铁和铝征收关税，特鲁多对此进行了报复，对美国钢铁、铝和其他各种美国产品征收关税。
在2022年俄罗斯入侵乌克兰后，加拿大总理贾斯汀·特鲁多于2022年5月8日访问了基辅，并会见了沃洛迪米尔·泽伦斯基总统。
在贾斯汀·特鲁多担任总理期间，加拿大与中华人民共和国的关系也恶化了。孟晚舟于2018年12月应美国的要求在温哥华国际机场被捕，12天后Michael Spavor和Michael Kovrig在中国大陆被捕。由于这三个人于2021年9月在同一时间被释放，许多观察家猜测他们是作为美国和中国之间协议的一部分进行交换的。
以类似的方式，加拿大与沙特阿拉伯的关系也受到了压力，因为人权组织呼吁特鲁多根据哈珀政府达成的协议停止向该国出售军事装备。2018年，沙特阿拉伯召回了加拿大大使，并冻结了与该国的贸易，以回应加拿大呼吁沙特释放反对派博主Raif Badawi。然而，2019年，加拿大对沙特阿拉伯的武器销售翻了一番，尽管加拿大在沙特记者Jamal Khashoggi被杀，沙特阿拉伯领导的也门干预导致平民死亡人数不断增加后，暂停了对沙特阿拉伯的出口许可证。
2020年，加拿大失去了加入联合国安全理事会的申请。这是加拿大第二次未能尝试加入安全理事会，第一次是在2009年由总理斯蒂芬·哈珀领导。

## 争议

### SNC-兰万灵事件
加拿大检察机关2015年指控SNC—兰万灵集团涉嫌2001年至2011年向利比亚官员行贿，以获取利比亚政府工程合約。2018年9月17日，特鲁多与时任司法部长王州迪讨论SNC—兰万灵集团所涉指控。王州迪表示，不会寻求“罚款代刑诉”的“补救协议”，但特鲁多认为SNC—兰万灵集团一旦获罪将失去承接政府工程项目的资格，可能危及数以千计就业岗位。王州迪認為自己因不妥协而在2019年1月内阁改组时失去司法部长职务，调任退伍军人事务部长。王州迪于2月12日请辞。3月，王州迪在议会众议院作证，指认特鲁多和多名幕僚、政府官员“持续不断”施压，甚至“暗含恐吓”，要求她指示检察官对涉嫌行贿的SNC—兰万灵集团网开一面，以巨额罚款替代刑事诉讼。特鲁多否認曾經對王州迪施壓。
除了王州迪，国库委员会主席简·菲尔波特也对特鲁多政府处理SNC—兰万灵集团涉腐案件表达不满。不久简·菲尔波特亦宣布辞去国库委员会主席职务。不过王州迪和简·菲尔波特仍留任众议员职务。2019年4月2日，特鲁多宣布将王州迪和简·菲尔波特逐出议会自由党党团。

### 涉嫌種族歧視事件
2019年9月选举前，杜魯多被《華爾街日報》、BBC等媒體曝出在過去至少3次在学生时代和温哥华工作时扮演有色人種（包含黑臉扮裝），涉嫌種族歧視。杜魯多不得不多次為此道歉，一定程度上拖累了大选选票。

### WE Charity慈善机构事件
在反对党投诉特鲁多家族涉嫌与WE Charity慈善组织有利益冲突之后，道德委员会于2020年7月3日宣布对特鲁多政府进行调查。特鲁多政府曾计划让该慈善机构管理暑期学习资助计划，该计划可以在经济上帮助2019新冠疫情期间的学生。特鲁多回应说，WE组织的确有能力管理这样一个项目，但现在WE和加拿大联邦政府已决定“分道扬镳”，将拨款计划的管理权交给联邦政府。
We Charity因与特鲁多家族关系密切而受到批评；调查是在特鲁多的母亲、兄弟和妻子在WE慈善活动上发言后共获得近 30 万美元进行的。2020年7月16日，道德委员会还宣布将扩大调查范围，将财政部长比尔·莫诺 (Bill Morneau) 包括在内。尽管发现莫诺违反了利益冲突法，但特鲁多最终被道德委员会排除嫌疑，没有任何不当行为。

### 对美国抗议活动的回应
2020年5月，在美国爆发的Black Lives Matter反种族歧视运动传入加拿大。6月2日，特鲁多被记者寻问如何评论美国总统唐纳德·特朗普威胁动用军队平息国内的暴力示威的问题。特鲁多在镜头前沉默了21秒，导致媒体和学者的广泛议论。然而6月5日，杜魯多与为弗洛伊德之死的示威者一起参与游行集会。杜魯多在集会中应示威者的要求单膝下跪，表示与平权同在，引起在场的示威者鼓掌拍好，也为他早前的反应挽回在支持者眼中的良好形象。

## 家庭

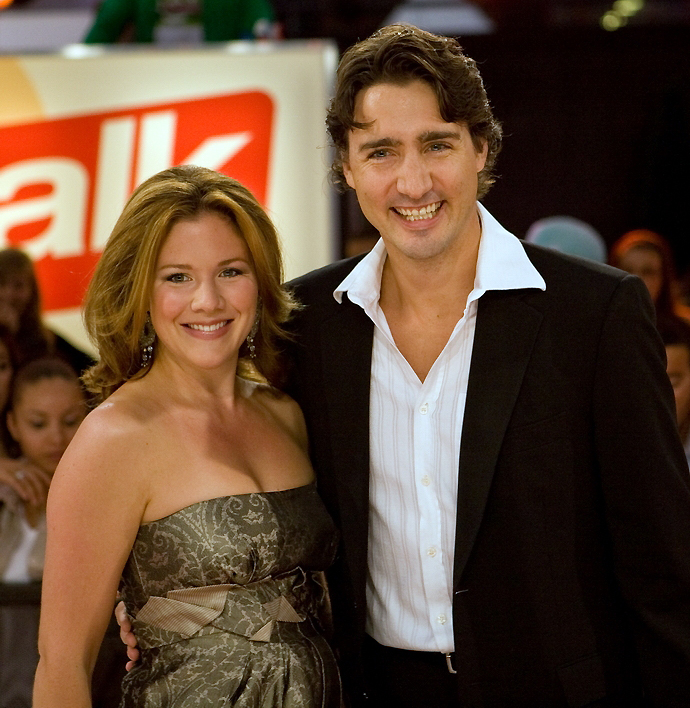
杜魯多偕同妻子蘇菲·格雷戈瓦出席2008年多倫多國際電影節

妻子：蘇菲·格雷戈瓦是賈斯汀弟弟Michel的同班同学，魁北克電視節目主持。2005年5月28日，二人结婚；现兩人育有三名子女。
杜魯多在2023年8月2日公開宣佈正式和蘇菲分居。

## 轶事

### 预言成功
1972年美國總統理查德·尼克松曾到訪加拿大，在其父親招待的國宴上向當時僅四個月大的賈斯汀·杜魯多開了一句玩笑，「今晚，我們為加拿大未來總理──杜魯多乾杯！」，預言成真。

### 小时候曾与马来西亚首相会面
加拿大驻马来西亚最高专员署于2018年7月赠送一张具有历史价值的珍贵旧照片给马来西亚首相马哈迪·莫哈末庆生，该照片是一张特鲁多11岁的时候，在父亲皮埃尔·特鲁多的带领下，在1982年与时任马来西亚首相的马哈迪见面。后特鲁多于同年11月18日在巴布亚新几内亚出席亚太经济合作论坛（APEC）时与马哈迪再度会面。

## 外部連結
- 賈斯汀·杜魯多的X（前Twitter）
- 賈斯汀·杜魯多的Facebook專頁
- 賈斯汀·杜魯多的Instagram帳戶
- 賈斯汀·杜魯多的新浪微博
- 賈斯汀·杜魯多個人網站 （页面存档备份，存于）
- Justin Trudeau在互联网电影资料库（IMDb）上的資料（英文）

| 官衔               | 官衔                                   | 官衔             |
| ------------------ | -------------------------------------- | ---------------- |
| 前任： 史蒂芬·哈珀 | 加拿大總理 2015年11月4日─2025年3月14日 | 繼任： 马克·卡尼 |